# Didectoprocnemis cirtensis
Genre
Espèce
Synonymes
- Plaesiocraerus cirtensis Simon, 1884

Didectoprocnemis cirtensis, unique représentant du genre Didectoprocnemis, est une espèce d'araignées aranéomorphes de la famille des Linyphiidae.

## Distribution
Cette espèce se rencontre en France, en Grèce en Crète, au Portugal, au Maroc, en Algérie et en Tunisie.

## Étymologie
Son nom d'espèce, composé de   et du suffixe latin -ensis, « qui vit dans, qui habite », lui a été donné en référence au lieu de sa découverte, Cirta.

## Publications originales
- Simon, 1884 : Les arachnides de France. Paris, vol. 5, p. 180-885 (texte intégral).
- Denis, 1950 : Notes sur les érigonides. XVII. Additions et rectifications au tableau de détermination des femelles. Descriptions d'espèces nouvelles. Bulletin de la Société d'Histoire naturelle de Toulouse, vol. 84, p. 245-257.